# Maxwell House
Maxwell House è un marchio di caffè prodotto dall'omonima divisione dell'azienda statunitense Kraft Heinz.

## Storia
Il marchio risale al 1892, anno in cui il grossista Joel Owsley Cheek riuscì a fidelizzare il Maxwell House Hotel di Nashville. Quell'albergo fu il primo importante cliente di Cheek, e contribuì alla grande fortuna del suo marchio di caffè, che divenne il più venduto degli USA. Maxwell House è appartenuto a diverse aziende, ovvero Nashville Coffee and Manufacturing Company,  la General Foods, e infine Kraft Foods.